# Absorption du rayonnement électromagnétique par l'eau
L'absorption du rayonnement électromagnétique par l'eau dépend de l'état de celle-ci : liquide, vapeur ou glace.
L'absorption dans la phase gazeuse est présente dans trois régions du spectre électromagnétique. Les transitions rotationnelles de la molécule d'eau agissent dans le domaine des micro-ondes et de l'infrarouge lointain. Les transitions vibrationnelles agissent dans l'infrarouge moyen et proche. Les bandes spectrales correspondantes ont une structure fine liées à la rotation de la molécule. Les transitions électroniques influent la région de l'ultraviolet.
La phase liquide est dénuée de spectre rotationnel mais absorbe dans les grandes longueurs d'onde. La faible absorption dans la région 400 - 500 nm du spectre visible confère à l'eau sa couleur bleue.
Toutes les phases de l'eau jouent un rôle majeur dans le bilan radiatif de la Terre concourant au climat. Elles constituent un obstacle à l'observation astronomique ou à l'observation de la surface de la Terre depuis l'espace mais contribuent à la connaissance de l'atmosphère par mesure déportée.

## Vue d'ensemble desspectres d'absorption

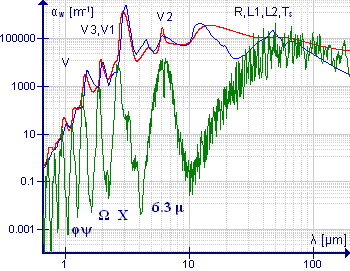
Spectre d'absorption (coefficient d'absorption en fonction de la longueur d'onde) de l'eau liquide (rouge)[1],[2], de la vapeur d'eau (vert)[3],[4],[5] et de la glace (bleu)[6],[7],[8],[9] entre 667 nm et 200 μm. La courbe pour la vapeur est tirée de Synthetic spectrum for gas mixture : Pure H2O (296K, 1 atm) dans HITRAN.
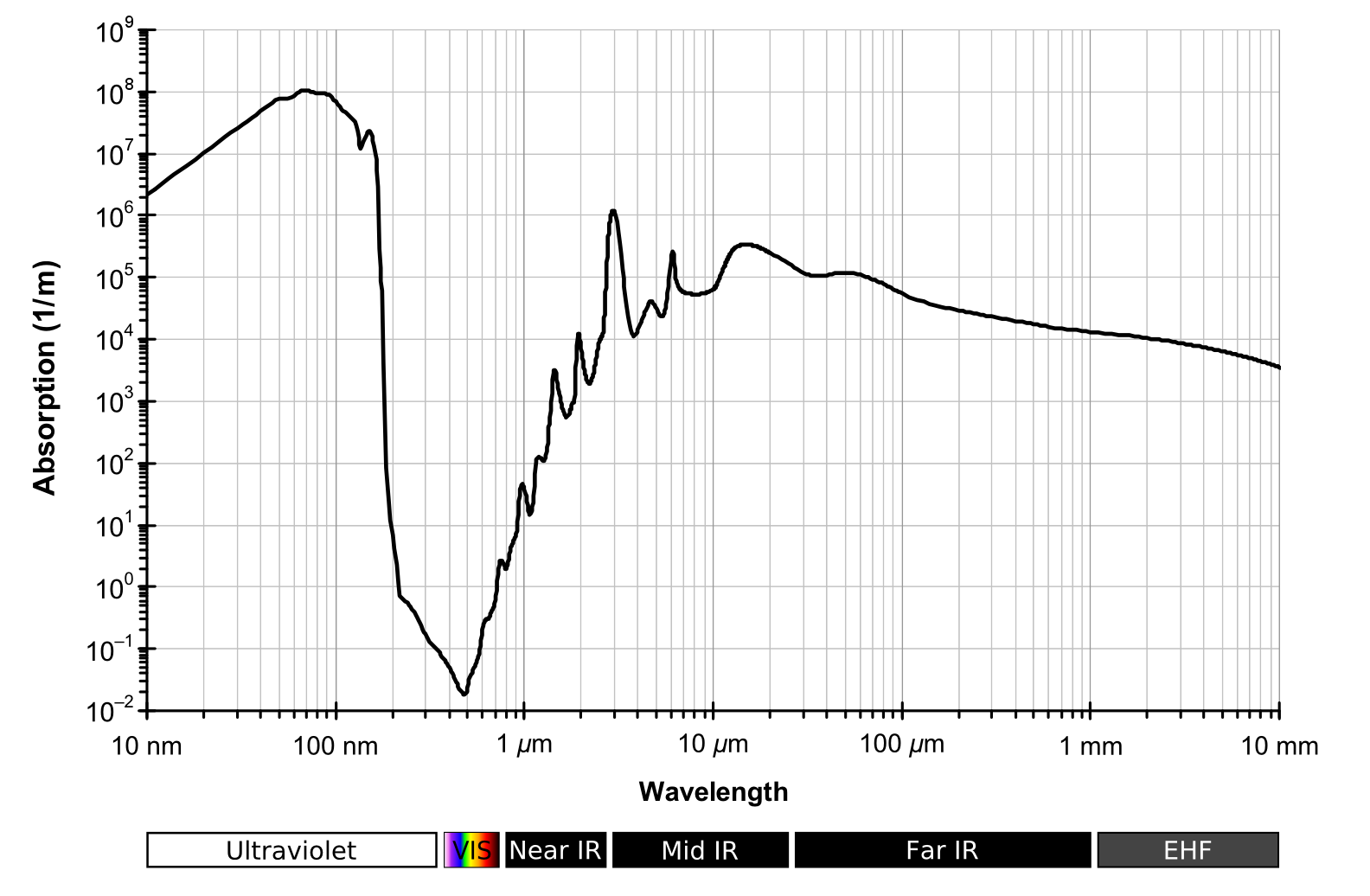
Spectre d'absorption de l'eau liquide de l'UV à l'IR[1],[2].

La molécule d'eau à l'état vapeur possède trois types de transitions conduisant à une absorption :
- les transitions rotationnelles depuis l'infrarouge proche (50 μm) jusqu'au domaine micro-ondes ;
- les transitions vibrationnelles dans l'infrarouge moyen, de la bande μ autour de 6 μm jusqu'à la bande X à 2.9 μm ;
- les transitions électroniques dans l'ultraviolet.

La vibration est accompagnée de transitions rotationnelles donnant un spectre rotation-vibration. De plus les partiels apparaissent dans l'infrarouge proche. La base de données HITRAN liste plus de 64000 transitions,.
Dans l'eau liquide, les transitions rotationnelles disparaissent mais des bandes liées aux liaisons hydrogène apparaissent.
Dans la glace, le spectre rotationnel est également modifié par les liaisons hydrogène et l'on observe de plus des bandes liées aux phonons optiques dans l'infrarouge. Les transitions électroniques montrent une structure fine liée aux transitions vibrationnelles et rotationnelles.

## Spectre rotationnel

Partie du spectre rotationnel.

Molécule en rotation.

La molécule d'eau est une toupie asymétrique avec ses trois moments d'inertie différents. Du fait de l'absence de symétrie, on peut observer un grand nombre de transitions dans le domaine de l'infrarouge proche. La mesure précise du spectre micro-ondes a permis de fixer la longueur de la liaison O-H à 95,84 ± 0,05 pm et l'angle H-O-H à 104,5 ± 0,3°. Le calcul ab initio donne une valeur de 104,4776°.

## Spectre vibrationnel
La molécule d'eau a trois modes fondamentaux de vibration moléculaire. Les modes de vibration en cisaillement de O-H conduisent à des bandes d'absorption ayant une tête de bande à 3 657 cm−1 (ν1, 2,734 µm) et 3 756 cm−1 (ν3, 2,662 μm) en phase gazeuse. La vibration asymétrique de symétrie de rotation C2v est un mode normal de vibration. Le mode de cisaillement H-O-H commence à 1 595 cm−1 (ν2, 6,269 µm). Bien que les modes de cisaillement et d'élongation aient la même symétrie A1, leurs spectres ne se recouvrent pas. Dans les trois bandes, on observe une structure fine de rotation. ν3 a une série de partiels à des nombres d'onde inférieurs à n ν3, n = 2,3,4,5… Des recouvrements comme ν2 + ν3 sont visibles dans l'infrarouge proche,.
La présence de vapeur d'eau dans l'atmosphère joue un rôle important, particulièrement dans la région infrarouge. Les modèles standard utilisent des bandes d'absorption à 0,718 µm (visible), 0,810 μm (bande α), 0,935 µm (bande μ), 1,13 µm (bande ρστ), 1,38 µm (bande φ), 1,88 µm (bande ψ), 2,68 µm (bande Ω), 2,90 µm (bande X). Les trous entre ces bandes définissent les fenêtres passantes de l'atmosphère terrestre.

## L'eau dans la région visible
| ν1, ν3 | ν2 | Longueur d'onde [nm] |
| ------ | -- | -------------------- |
| 4      | 0  | 742                  |
| 4      | 1  | 662                  |
| 5      | 0  | 605                  |
| 5      | 1  | 550                  |
| 6      | 0  | 514                  |
| 6      | 1  | 474                  |
| 7      | 0  | 449                  |
| 7      | 1  | 418                  |
| 8      | 0  | 401                  |
| 8      | 1  | 376                  |

Les mesures d'absorption dans le visible avec une cavité intégrante (Integrating Cavity Absorption Meter, ICAM) ont permis d'attribuer celle-ci à une série de bandes, de partiels et de recouvrements d'intensité décroissante à chaque étape, donnant un minimum à 418 nm, valeur à laquelle le coefficient d'absorption est de 0,004 4 m−1. Cette valeur correspond à un libre parcours moyen de 227 m.

Coefficient d'absorption de l'eau pure dans le visible en fonction de la longueur d'onde,,,.

## Micro-ondes et ondes radio
Le spectre rotationnel s'étend jusqu'à la région micro-ondes. L'absorption se fait dans une large gamme dénuée de singularités, attribuée à la liaison hydrogène.
Cette propriété est utilisée dans les fours à micro-ondes qui utilisent généralement la bande ISM à 2,45 GHz (longueur d'onde 122 mm).
Elle constitue par contre une difficulté pour les communications sous-marines, d'autant que le sel dissous augmente l'absorption.

## La vapeur d'eau dans l'atmosphère

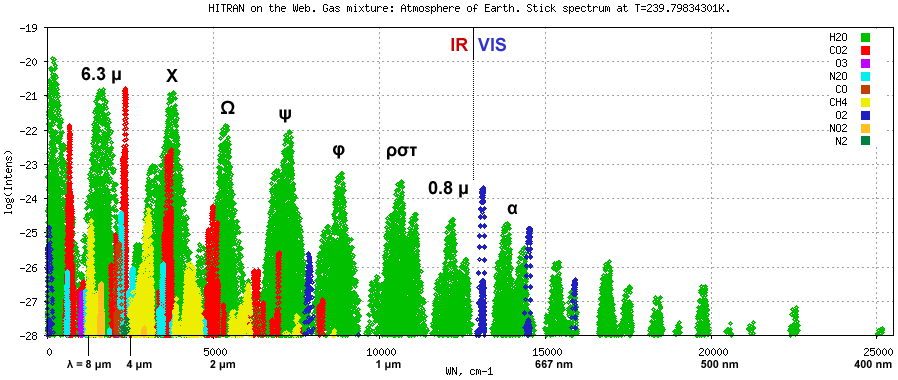
Spectre d'absorption synthétique pour l'atmosphère calculé avec HITRAN pour un contenu de 0,4 %[3],[4] (le vert correspond à la vapeur d'eau).
Pourcentage d'absorption atmosphérique pour divers rayonnements électromagnétiques.

La vapeur d'eau est un gaz à effet de serre qui contribue pour 70 % à l'absorption solaire de l'atmosphère et à 60 % environ du rayonnement réémis par la surface (hors diffusion par les particules liquides ou solides). Elle constitue un élément important de l'imagerie spectrale utilisée en télédétection car l'absorption est variable avec le canal. Elle est aussi d'importance en radioastronomie et astronomie infrarouge. Le South Pole Telescope a été construit en Antarctique en raison de la faible teneur de l'atmosphère locale en vapeur d'eau, due aux basses températures.
La fenêtre dans l'infrarouge proche, entre 8 et 14 µm, est utilisée pour l'imagerie infrarouge de la surface terrestre depuis l'orbite. Absorption et émission peuvent également être un atout pour la mesure ex situ depuis un satellite.
En altitude, l'eau existe sous forme liquide ou solide. L'absorption et la diffusion du rayonnement jouent un rôle climatique important.